# Langenberg
Langenberg é um município da Alemanha localizado no distrito de Gütersloh, região administrativa de Detmold, estado de Renânia do Norte-Vestfália.